# Changing Lanes
Changing Lanes (bra: Fora de Controle; prt: Manobra Perigosa) é um filme estadunidense de 2002, dos gêneros drama, ação e suspense, dirigido por Roger Michell e estrelado por Ben Affleck e Samuel L. Jackson. 

## Sinopse
Uma sexta-feira santa acaba sendo um péssimo dia para Gavin Banek (Ben Affleck) e Doyle Gibson (Samuel L. Jackson), quando se envolvem num acidente de trânsito no centro da cidade.
Banek, é um advogado de sucesso, que precisa de ir ao tribunal para levar uma procuração muito importante, pois dá à empresa do sogro, Stephen Delano (Sydney Pollack), o direito de administrar uma fundação com capital enorme de 107 milhões de dólares. Como ele estava cheio de pressa, nem reparou que tinha deixado um cheque em branco para Gibson consertar o carro. A vida também não estava boa para Gavin, pois na altura de apresentar a dita procuração não a acha e rapidamente descobre que a deixou no local do acidente.
Deste momento em diante, cada um deles sente-se cada vez mais prejudicado, e farão de tudo para prejudicar o outro num embate feroz e a alta velocidade.

## Elenco
- Ben Affleck como Gavin Banek
- Samuel L. Jackson como Doyle Gipson
- Toni Collette como Michelle
- Sydney Pollack como Stephen Delano
- Richard Jenkins como Walter Arnell
- William Hurt como amigo de Doyle
- Amanda Peet como Cynthia Delano Banek
- Matt Malloy como Ron Cabot
- Tina Sloan como Sra. Delano
- Ileen Getz como Ellen
- Bruce Altman como Terry Kaufman
- Dylan Baker como Finch

## Recepção

### Bilheteria
O filme foi um sucesso de bilheteria, com um orçamento de $45,000,000, o filme arrecadou $66,818,548 nos Estados Unidos e $28,117,216 internacionalmente, para um total bruto de $94,935,764.

### Resposta da crítica
O filme recebeu críticas favoráveis dos críticos. Site Rotten Tomatoes dá ao filme uma pontuação de 77% com base em comentários de 149 críticos, com uma pontuação média de 7/10.
Metacritic deu-lhe uma pontuação média de 69/100 de 36 comentários que coletou.
Roger Ebert do Chicago Sun-Times elogiou o filme, chamando-o de um dos melhores filmes do ano.